# 堀禎一
堀 禎一（ほり ていいち、1969年 - 2017年7月18日）は、日本の映画監督である。
監督作品に『妄想少女オタク系』、『魔法少女を忘れない』などがある。

## 経歴
1969年、兵庫県たつの市に生まれる。東京大学文学部仏文科を卒業した。
2003年、『SEX配達人 おんな届けます』で映画監督デビュー。2007年、『妄想少女オタク系』を監督する。2008年、岡本玲を主演に迎えた監督作品『憐 Ren』が公開される。2011年、『魔法少女を忘れない』を監督する。同作は『映画芸術』の年間ベストテン第9位に選ばれた。
2017年7月1日、監督作品『夏の娘たち～ひめごと～』が公開された。上映劇場のポレポレ東中野では、同月1日から21日まで、堀の監督作品の特集上映が開催された。7月18日、くも膜下出血により東京都新宿区の病院で死去。47歳没。

## フィルモグラフィー

### フィクション映画
- SEX配達人 おんな届けます（2003年） - 別題『弁当屋の人妻 もう一品、私はいかがですか?』『宙ぶらりん』
- 不倫団地 かなしいイロやねん（2005年） - 別題『草叢 KUSAMURA』
- 色情団地妻 ダブル失神（2006年） - 別題『わ・れ・め』『笑い虫』
- 妄想少女オタク系（2007年）
- 憐 Ren（2008年）
- したがるかあさん 若い肌の火照り（2008年） - 別題『恍惚 KOKOTSU』『東京のバスガール』
- 魔法少女を忘れない（2011年）
- 夏の娘たち～ひめごと～（2017年）

### ドキュメンタリー映画
- 天竜区奥領家大沢 別所製茶工場（2016年）
- 天竜区旧水窪町 祇園の日、大沢釜下ノ滝（2016年）
- 天竜区奥領家大沢 夏（2016年）
- 天竜区奥領家大沢 冬（2016年）
- 天竜区旧水窪町 山道商店前（2017年）

### DVD
- Making of Spinning BOX 34DAYS（2012年）